# 褥創性潰瘍
褥創性潰瘍（じょくそうせいかいよう）とは、慢性刺激口腔潰瘍の一つで、不適合義歯や鋭縁のある補綴物やう蝕の刺激に起因する潰瘍である。潰瘍刺激物除去により治癒する。